# Furry fandom

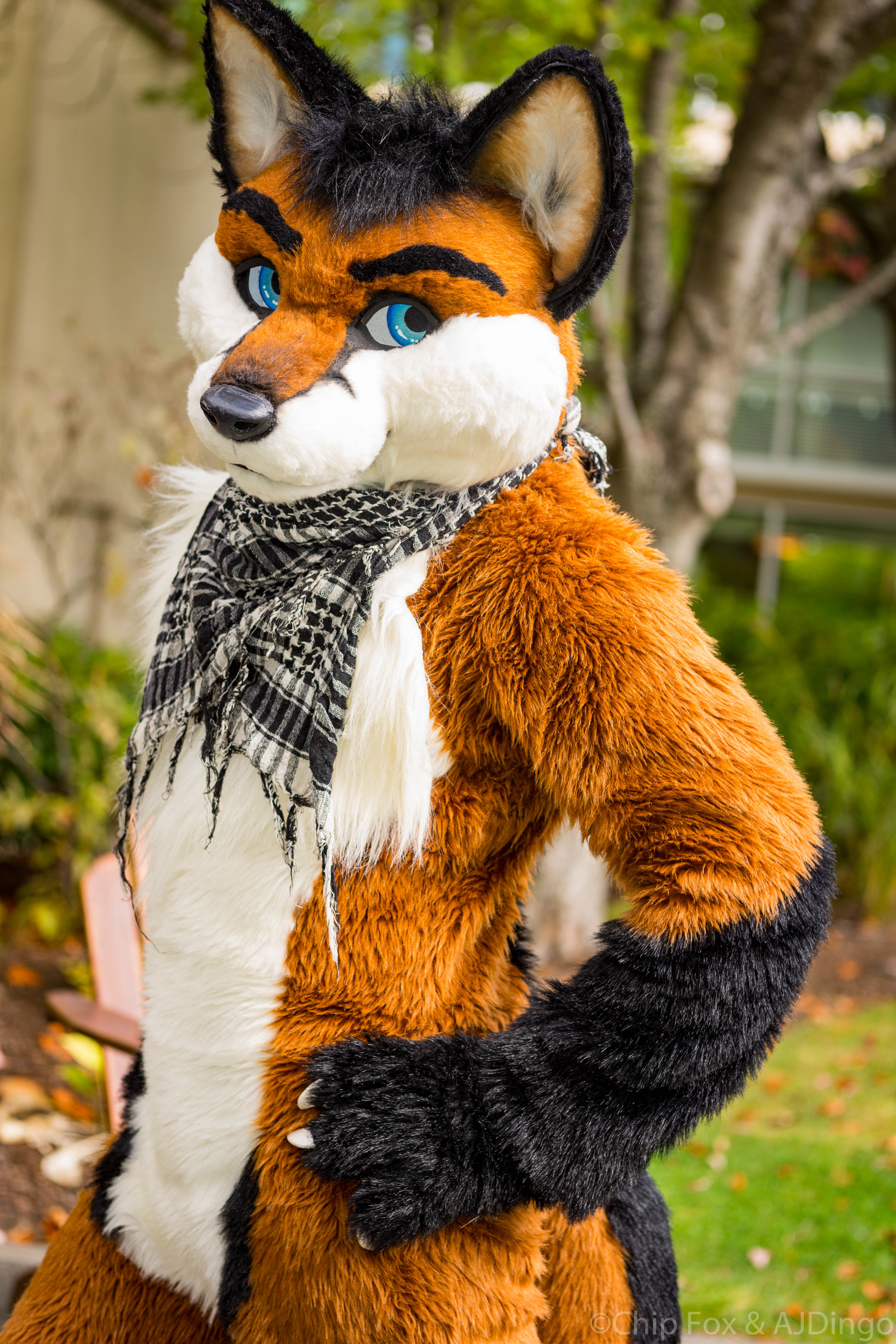
Příznivec Furry fandomu ve fursuitu

Furry fandom je „fandom“, který se zabývá antropomorfními zvířecími postavami. Tyto postavy mají lidskou osobnost a další lidem podobné vlastnosti. Příkladem takových vlastností jsou obličejové výrazy, schopnost mluvit, chodit po dvou a nosit oblečení. Furry fandom tvoří komunita lidí, kteří se schází na internetu nebo na Furry srazech. Ve Furry fandomu jsou také oblíbené kostýmy zvané fursuity. Příznivcům této subkultury se říká furríci.

## Záliby
Furríci mají často záliby v činnostech, jako jsou malování oblíbených zvířat, sledování filmů s tematikou antropomorfních zvířat, sbírání zvířecích plyšáků či roleplay.